# ماثيو روجرز (كرة سلة)
ماثيو روجرز (بالإنجليزية: Matthew Rogers)‏ مواليد 3 ديسمبر 1987 في دونيفان، هو لاعب كرة سلة أمريكي معتزل. بدأ مسيرته الاحترافية في سنة 2010. يبلغ طوله 6 قدم 11 بوصة (2.1 م). اعتزل اللعب في 2014.

## المسيرة الاحترافية
لعب مع ستار هوتشوتز في سنة 2013، ثم لعب مع سان ميغيل بيرمن في سنة 2013، ثم لعب مع النادي العربي في سنة 2013، ثم لعب مع كانتربيري رامز في سنة 2014.

## روابط خارجية
- مات روجرز على موقع كرة السلة الأوروبية.كوم (الإنجليزية)
- مات روجرز على موقع ريلجم (الإنجليزية)
- مات روجرز على موقع بروبوليرز (الإنجليزية)
- مات روجرز على موقع سبورتس رفرنس (الإنجليزية)